# Симфонія № 89 (Гайдн)
Симфонія № 89, фа мажор Йозефа Гайдна, написана 1787 року.
Структура:
1. Vivace
2. Andante con moto, 6/8
3. Minuet, 3/4
4. Vivace assai

Склад оркестру:
флейта, два гобої, два фаготи, дві валторни і струни.

## Ноти і література
- Symphony No. 89: Ноти на сайті International Music Score Library Project.
- Robbins Landon, H. C. (1963) Joseph Haydn: Critical Edition of the Complete Symphonies, Universal Edition, Vienna